# Lisszaboni metró
A lisszaboni metró négy vonalból áll, melyeket színekkel különböztetnek meg egymástól. Az első metróvonal 1959. december 29-én nyílt meg. Napjainkban a hálózat hossza 44,2 km, melyen 56 állomás található. 2012-ben a metróhálózat napi 422 ezer utast szállított.
A metrókocsik normál nyomtávolságúak 750 V-os egyenáramról üzemelnek. Áramellátásuk a pálya mellett végigfutó harmadik áramvezető sínből történik.

## Vonalak
| Vonal          | Vonal | Útvonal                  | Építés ideje | Hossz (km) | Állomások száma |
| -------------- | ----- | ------------------------ | ------------ | ---------- | --------------- |
| Linha Azul     |       | Reboleira–Santa Apolónia | 1959–2016    | 14,0       | 18              |
| Linha Amarela  |       | Odivelas–Rato            | 1959–2004    | 11,0       | 13              |
| Linha Verde    |       | Cais do Sodré–Telheiras  | 1963–2004    | 9,0        | 13              |
| Linha Vermelha |       | São Sebastião–Aeroporto  | 1998–2012    | 11,5       | 12              |